# Райт (Канзас)
Райт (англ. Wright) — переписна місцевість (CDP) в США, в окрузі Форд штату Канзас. Населення — 145 осіб (2020).

## Географія
Райт розташований за координатами 37°46′31″ пн. ш. 99°53′26″ зх. д. / 37.77528° пн. ш. 99.89056° зх. д. (37.775286, -99.890469).  За даними Бюро перепису населення США в 2010 році переписна місцевість мала площу 5,33 км², уся площа — суходіл.

## Демографія
Згідно з переписом 2010 року, у переписній місцевості мешкали 163 особи в 65 домогосподарствах у складі 44 родин. Густота населення становила 31 особа/км².  Було 67 помешкань (13/км²).
Расовий склад населення:
| - 94,5 % — білих - 0,6 % — азіатів - 3,7 % — осіб інших рас |

До двох чи більше рас належало 1,2 %. Частка іспаномовних становила 8,6 % від усіх жителів.
За віковим діапазоном населення розподілялося таким чином: 26,4 % — особи молодші 18 років, 60,1 % — особи у віці 18—64 років, 13,5 % — особи у віці 65 років та старші. Медіана віку мешканця становила 39,8 року. На 100 осіб жіночої статі у переписній місцевості припадало 120,3 чоловіків;  на 100 жінок у віці від 18 років та старших — 122,2 чоловіків також старших 18 років.
Середній дохід на одне домашнє господарство  становив 67 294 долари США (медіана — 53 906), а середній дохід на одну сім'ю — 84 271 долар (медіана — 56 250). 
Цивільне працевлаштоване населення становило 43 особи. Основні галузі зайнятості: оптова торгівля — 32,6 %, транспорт — 27,9 %, освіта, охорона здоров'я та соціальна допомога — 18,6 %, фінанси, страхування та нерухомість — 11,6 %.